# Waligóra i Wyrwidąb

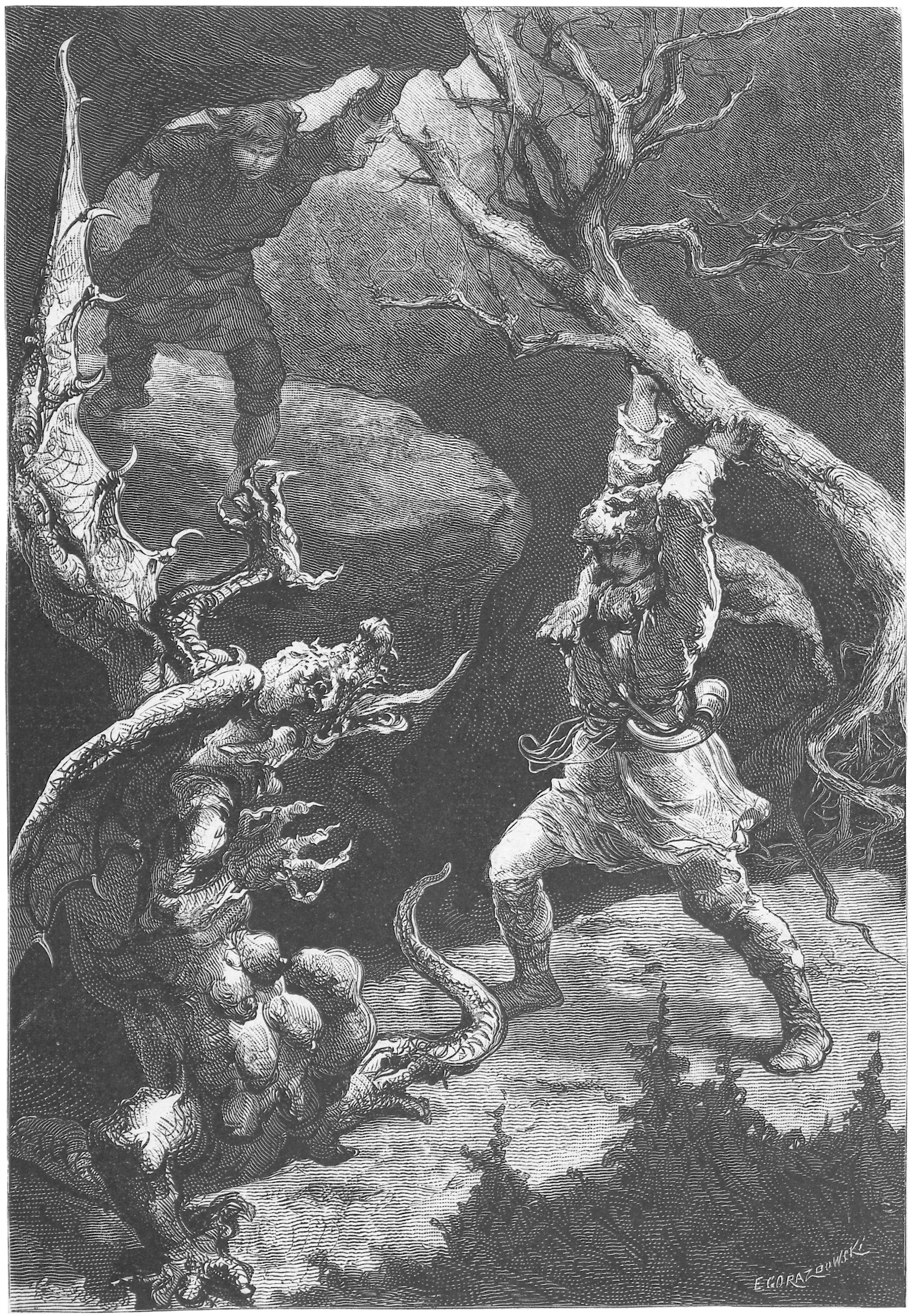
Waligóra i Wyrwidąb – ilustracja M. A. Andriollego do książki Kazimierza Władysława Wójcickiego "Klechdy, starożytne podania i powieści ludowe", 1876

Waligóra i Wyrwidąb – bohaterowie polskich baśni, dwaj bracia bliźniacy o niezwykle wielkiej sile. Swoim działaniem personifikowali braterską zgodę i przykład obopólnych korzyści wynikających ze współpracy.
Według jednej z nich ich matka po urodzeniu bliźniąt w lesie zmarła. Jednym z bliźniaków, Waligórą, zaopiekowała się wilczyca. Miał on taką siłę, że potrafił swoim ciosem powalić górę. Drugiego, Wyrwidęba, wykarmiła niedźwiedzica. Miał on taką siłę, że potrafił z łatwością wyrywać dęby. Bracia działając wspólnie pokonali smoka pustoszącego pewne królestwo za co wdzięczny król oddał każdemu z nich po połowie królestwa i po jednej ze swych dwóch córek za żonę.